# Taylor (Nueva York)
Taylor es un pueblo ubicado en el condado de Cortland en el estado estadounidense de Nueva York. En el año 2000 tenía una población de 500 habitantes y una densidad poblacional de 6.4 personas por km².

## Geografía
Taylor se encuentra ubicado en las coordenadas 42°36′23″N 75°55′7″O / 42.60639, -75.91861.

## Demografía
Según la Oficina del Censo en 2000 los ingresos medios por hogar en la localidad eran de $37,031, y los ingresos medios por familia eran $39,500. Los hombres tenían unos ingresos medios de $29,444 frente a los $22,727 para las mujeres. La renta per cápita para la localidad era de $16,677. Alrededor del 11.4% de la población estaban por debajo del umbral de pobreza.